# 旧波尔塔夫卡区
旧波尔塔夫卡区（俄语：Старополтавский район）是俄罗斯联邦伏尔加格勒州下辖的一个区，其行政中心为旧波尔塔夫卡。据2016年统计，该区的人口为18923人。